# The Game (rapper)
Jayceon Terrell Taylor (nascido a 29 de Novembro de 1979), mais conhecido como The Game ou simplesmente Game, é um rapper e ator americano. Alcançou a fama em 2005, com o sucesso de seu primeiro álbum de estúdio, The Documentary, que contou com a produção executivo do ícone do Hip Hop internacional Dr. Dre e de 50 Cent.
The Game é considerado uma grande figura do Hip Hop dos anos 2000 e um dos artistas mais influentes da indústria musical nos estilos Gangsta Rap e Hip Hop da Costa Oeste dos Estados Unidos da América.

## Biografia

### 1979 - 2001: Primeiros Anos
Game nasceu em 29 de novembro de 1979, em Compton, Califórnia. Game tem ascendência americano-mexicana e nativos americana por parte do pai, além de ascendência afro-americana herdada de ambos os pais. Ele cresceu em um bairro controlado e dominado por Crips, uma das maiores e mais perigosas gangues dos Estados Unidos. embora através de seu irmão ele tenha se tornado um membro dos Bloods, também uma das maiores e mais perigosas gangues e a maior rival dos Crips.
Taylor sofreu muitas dificuldades em sua adolescência. Aos 7 anos, ele foi colocado em um orfanato. Aos 13 anos, um de seus irmãos mais velhos, foi baleado em um posto de gasolina e morreu logo em seguida. Quando ele tinha 15 anos, Taylor foi retirado do sistema de adoção e mudou-se com sua mãe, ele inicialmente teve um relacionamento tumultuado com ela.
No ensino médio, Game estava envolvido em esportes, incluindo basquete e atletismo mas 1999 ele foi expulso por ser pego com drogas. Já no início dos anos 2000, Game começou a vender drogas e a participar de atividades de gangues.

### 2002 - 2003: Início de carreira
Enquanto se recuperava no hospital de ferimentos de bala que sofreu no final de 2001, Game disse a seu irmão para sair e comprar todos os álbuns clássicos de Hip Hop. Ao longo de cinco meses, ele estudou todos os vários álbuns de rap influentes e desenvolveu uma estratégia para se transformar em um rapper. Depois que ele se recuperou completamente, Game e Big Fase (seu irmão mais velho), fizeram uma mixtape juntos. Ele lançou sua primeira mixtape "You Know What It Is Vol. 1" em 2002.
A mixtape chegou às mãos de Sean Combs, um dos maiores influentes do Hip Hop e da música e fundador da Bad Boy Records, originalmente Sean estava à beira de contratá-lo para sua gravadora mas cinco meses depois, ele foi descoberto por Dr. Dre outro grande influente do HIp Hop e da música e fundador da Aftermath Entertainment, na época Dre também ouviu a mixtape e logo entrou em contato com Game e o contratou para a sua gravadora em 2003.
Ainda em 2003, Game fez sua primeira aparição no videoclipe de "In da Club", de 50 Cent. Na época, Game ainda não era conhecido e passou um ano para lançar seu álbum de estreia que foi produzido de 2003 a 2004 e lançado apenas no começo de 2005, nesse tempo ele era sempre orientado por Dr. Dre.

### 2003 - 2005:The Documentarye sucesso

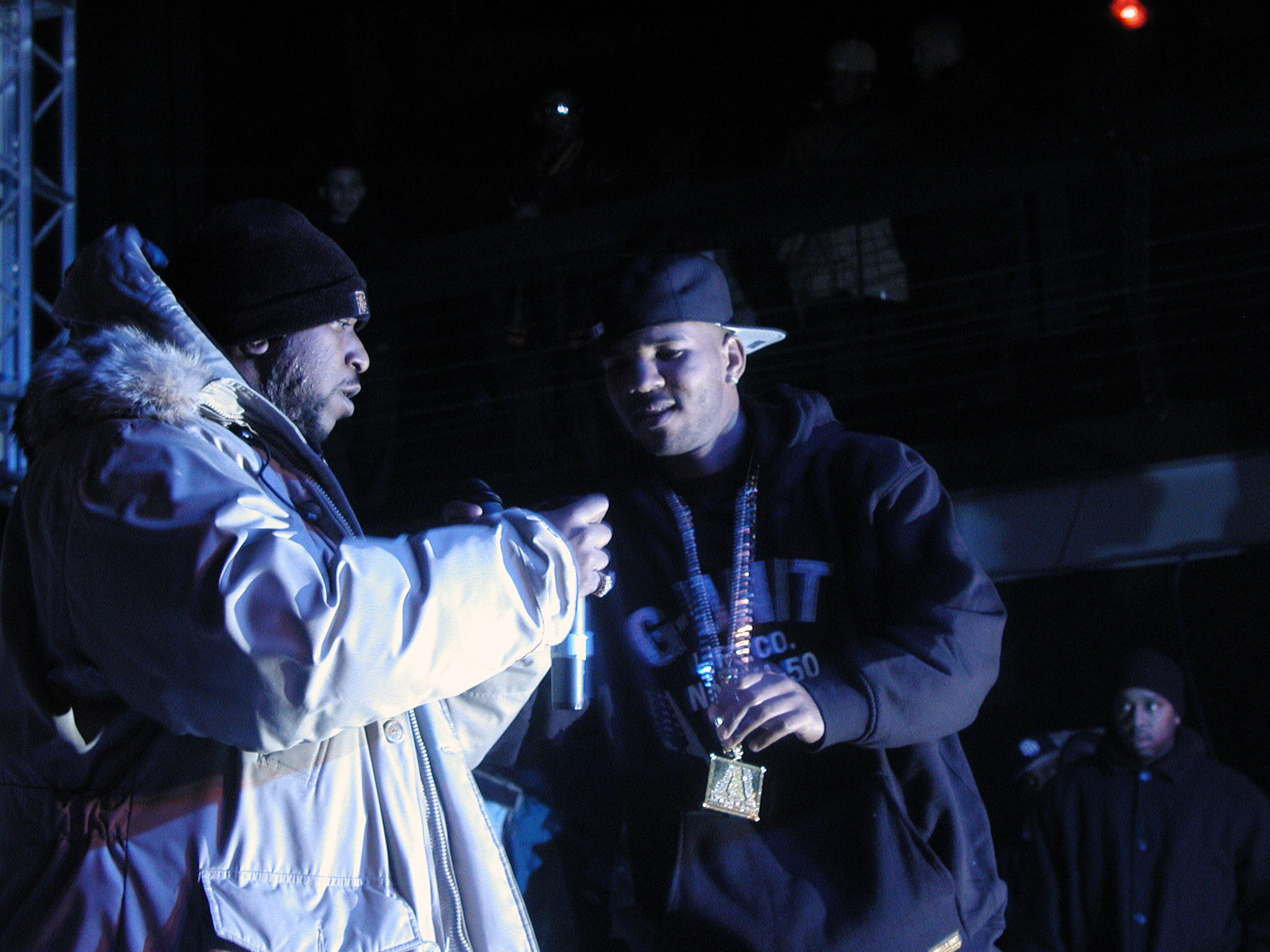
The Game e Kool G Rap em 2004.

Ainda sem ter lançado seu álbum e ser famoso e conhecido na cena do Hip Hop, Game foi capaz de criar hype em torno de sua imagem sozinho. Ele apareceu em anúncios para a empresa de roupas Sean John, de Sean Combs, e tinha um contrato de patrocínio com uma empresa, aparecendo em um comercial ao lado de Kanye West e Ludacris. Game também apareceu nas mixtapes de The Diplomats e G-Unit em 2004.
Game apareceu no videogame NBA Live 2004 com a música "Can't Stop Me".
Em setembro de 2004, Game lançou seu primeiro single "Westside Story" do seu álbum de estreia. O álbum foi intitulado The Documentary e contou com Dr. Dre e 50 Cent como produtores executivos mas também tive produção de grandes produtores como Just Blaze, Kanye West, Eminem e Timbaland. O álbum gerou os singles de sucesso "How We Do" e "Hate It or Love It" ambos os singles tiveram participação de 50 Cent. O álbum que foi lançado em janeiro de 2005 com os selos da Aftermath Entertainment, G-Unit Records e Interscope Records estreou no número um na Billboard 200 e foi o décimo álbum mais vendido de 2005 nos Estados Unidos. O álbum vendeu mais de 5 milhões de cópias em todo o mundo, sendo 4 milhões só nos Estados Unidos, sendo certificado com 4discos de platina pela RIAA. Game também lançou sua segunda mixtape "You Know What It Is Vol. 2" ainda em 2005.
O inimigo de Dr. Dre, Suge Knight, se envolveu em uma briga com Game na época. Após o show de 2005 do BET Awards, um dos membros da Death Row Recordstentou roubar um colar de diamante de Game. Game afirmou em seu site que ele não gostava de Suge Knight por causa de "as vidas que ele colocou em perigo". Em Miami no MTV Video Music Awards de 2005, Suge Knight foi baleado e ferido na festa de Kanye West por um atirador desconhecido. Game negou o envolvimento no tiroteio, mas o incidente fez com que Game não participasse de alguns eventos para evitar retaliação. Mais tarde, Game e vários rappers da Califórnia formaram um "tratado de paz" para acabar com muitas rivalidades entre os rappers.

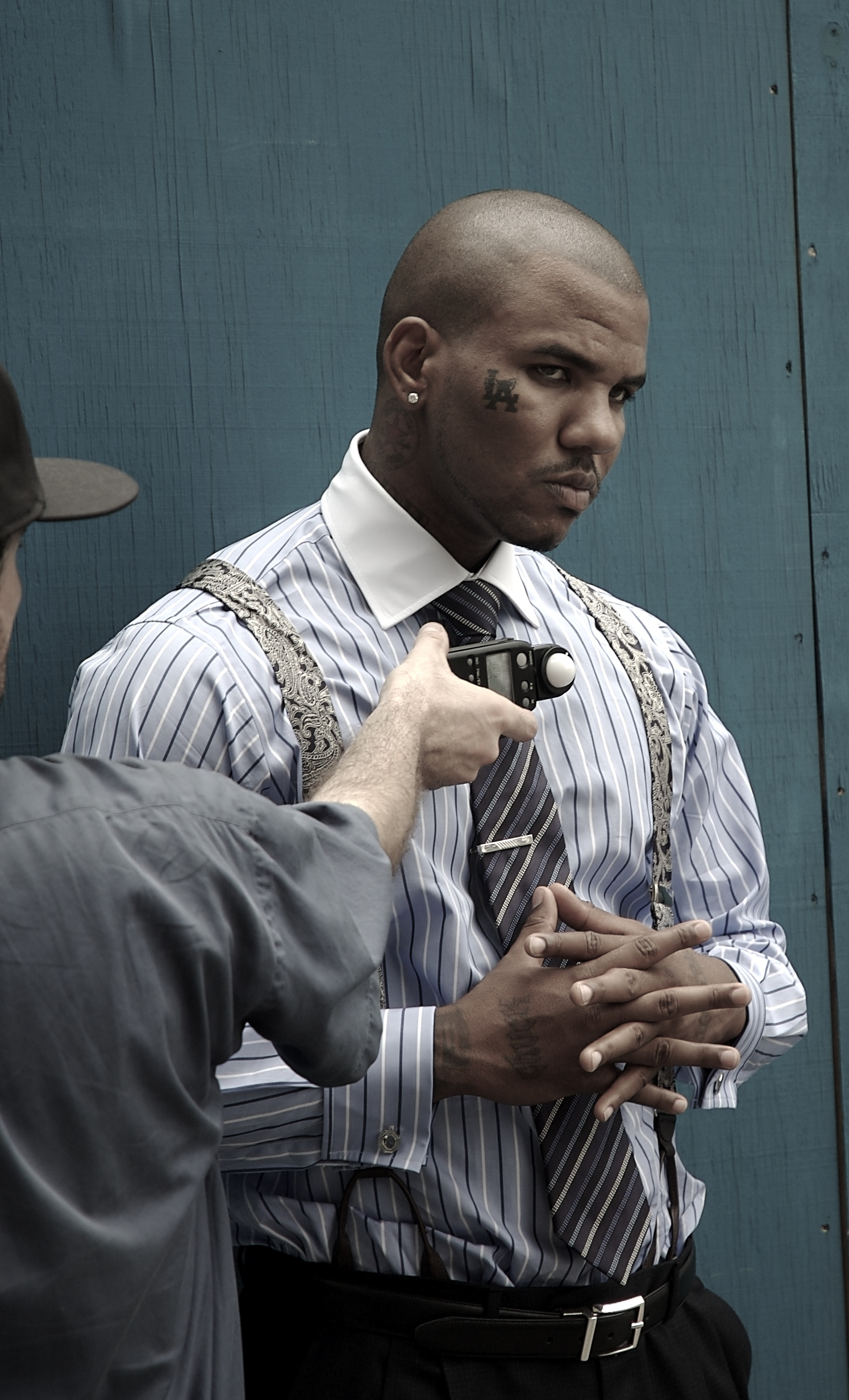
The Game em 2006

### 2005 - 2007: Doctor's Advocate e briga com 50 Cent e G-Unit
Game entrou para a G-Unit em meados de 2004 para 2005, logo apos o lançamento do seu álbum de estreia o The Documentary, 50 Cent falou sobre um acidente que ocorreu em um clube, 50 também disse que Game não estava querendo fazer parceria com ele para reagir a música "New York" que o rapper Ja Rule junto com Fat Joe e Jadakiss lançaram em meados de 2004 atacando 50 Cent e a G-Unit.
50 Cent também alegou que ele não estava recebendo o devido crédito pela criação do álbum de Game, já que ele havia escrito seis das músicas, todas negadas por Game. Durante essa disputa, um membro da comitiva de Game foi baleado durante um confronto que ocorreu no estúdio em Nova York. Depois que a situação entre eles se intensificou, os fãs tinham sentimentos mistos sobre se os rappers criaram um golpe de publicidade para impulsionar as vendas dos dois álbuns que os dois tinham acabado de lançar, no caso o The Documentary de Game e o The Massacre de 50 Cent, ambos lançados na mesma época. No entanto a G-Unit continuou a rivalizar com Game, denunciando sua credibilidade nas ruas e alegou que, sem o apoio deles, ele não ganharia um hit se fizesse um segundo álbum. Depois dessa afirmação, Game lançou um movimento contra a G-Unit.
Após o movimento que Game lançou contra a G-Unit, Game também lançou uma música intitulada "300 Barz and Running" uma diss dirigida para 50 Cent e a G-Unit, na diss Game critica todos os membros da G-Unit, entre muitos outros. 50 Cent respondeu através de seu videoclipe "Piggy Bank", fazendo uma zoação com Game entre outros rappers.

## Discografia
Game lançou 9 álbuns de estúdio, 5 álbuns independentes e 1 compilação. Até hoje, Game também vendeu mais de 4 milhões de álbuns só nos Estados Unidos, sendo pouco mais que 8 milhões no mundo todo.

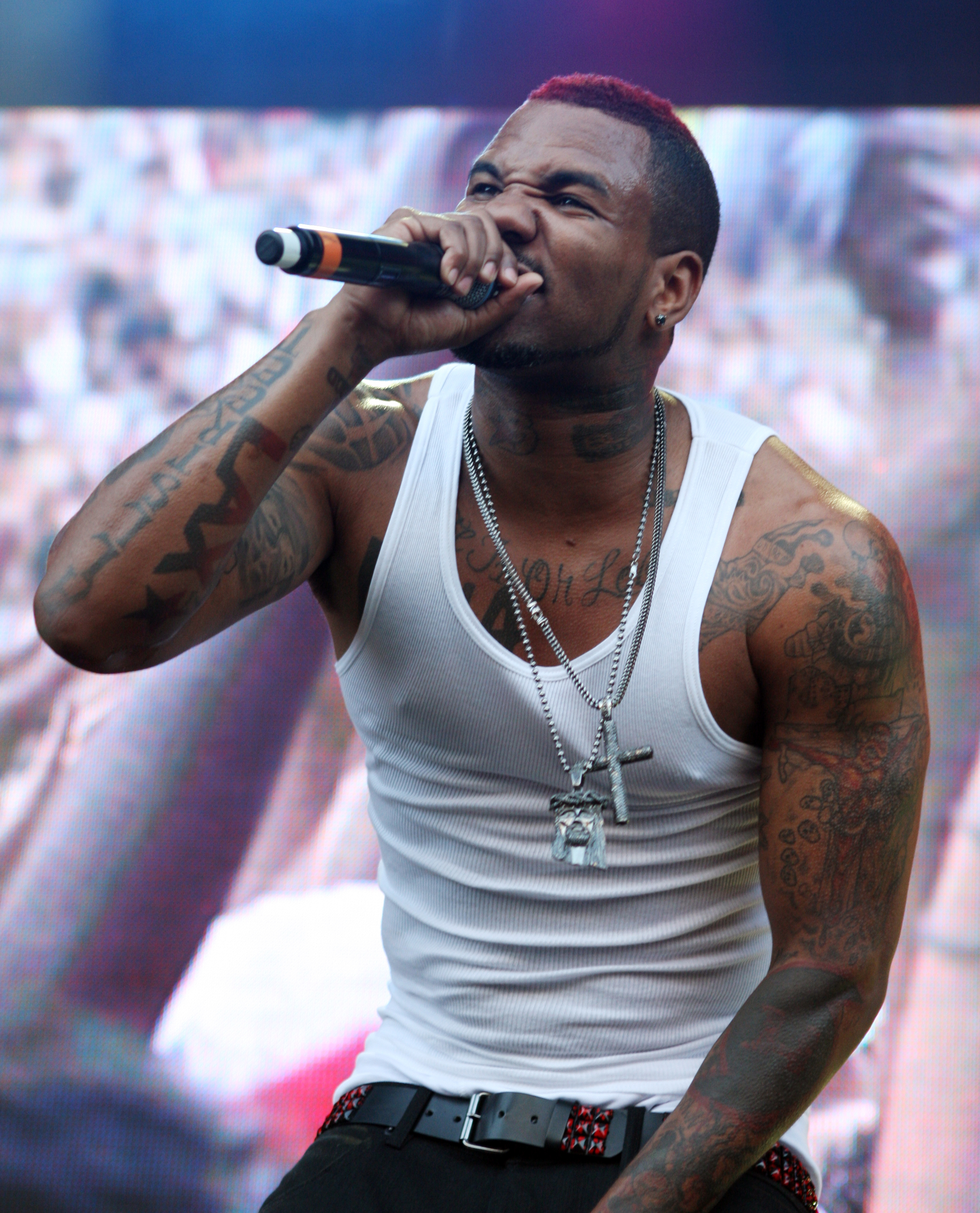
O rapper Game em um show na Austrália em abril de 2011

### Álbuns de estúdio
- 2005 - The Documentary (RIAA –  2× Platina)
- 2006 - Doctor's Advocate (RIAA -   Platina)
- 2008 - LAX (RIAA -   Ouro)
- 2011 - The R.E.D. Album
- 2012 - Jesus Piece
- 2015 - The Documentary 2
- 2015 - The Documentary 2.5
- 2016 - 1992
- 2019 - Born 2 Rap

### Independentes
- 2003 - Untold Story
- 2004 - "Westside Story"
- 2005 - West Coast Resurrection
- 2005 - Untold Story, Vol. 2
- 2006 - G.A.M.E.

### Compilação
- 2014 - Blood Moon: Year of the Wolf

### Singles
Solo
| Ano  | Música | Gráfico de posições | Gráfico de posições | Gráfico de posições | Gráfico de posições | Gráfico de posições | Gráfico de posições | Gráfico de posições | Álbum                    |
| Ano  | Música | E.U. Hot 100        | E.U. R&B            | E.U. Rap            | RU                  | ALE                 | FRA                 | AUS                 | Álbum                    |
| ---- | --- | ------------------- | ------------------- | ------------------- | ------------------- | ------------------- | ------------------- | ------------------- | ------------------------ |
| 2004 | "Westside Story" (featuring. 50 Cent)                                                                      | 93                  | 55                  | —                   | —                   | —                   | —                   | —                   | The Documentary          |
| 2004 | "How We Do" (featuring. 50 Cent)                                                                           | 4                   | 2                   | 2                   | 5                   | 9                   | 30                  | 24                  | The Documentary          |
| 2005 | "Hate It or Love It" (featuring. 50 Cent)                                                                  | 2                   | 1                   | 1                   | 4                   | 14                  | 42                  | 21                  | The Documentary          |
| 2005 | "Dreams"                                                                                                   | 32                  | 12                  | 5                   | 8                   | 71                  | —                   | 47                  | The Documentary          |
| 2005 | "Put You on the Game"                                                                                      | —                   | 96                  | —                   | 46                  | —                   | —                   | —                   | The Documentary          |
| 2006 | "It's Okay (One Blood)"                                                                                    | 71                  | 33                  | 15                  | 26                  | 41                  | —                   | —                   | Doctor's Advocate        |
| 2006 | "Let's Ride (Strip Club)"                                                                                  | 46                  | 55                  | 14                  | 42                  | 74                  | —                   | —                   | Doctor's Advocate        |
| 2007 | "Wouldn't Get Far" (featuring. Kanye West)                                                                 | 64                  | 26                  | 11                  | —                   | —                   | —                   | —                   | Doctor's Advocate        |
| 2008 | "Big Dreams"                                                                                               | —                   | —                   | —                   | —                   | —                   | —                   | —                   | LAX (and Deluxe Edition) |
| 2008 | "Game's Pain" (featuring. Keyshia Cole)                                                                    | —                   | —                   | —                   | —                   | —                   | —                   | —                   | LAX (and Deluxe Edition) |
| 2008 | "Dope Boys" (featuring. Travis Barker)                                                                     | —                   | 111                 | —                   | —                   | —                   | —                   | —                   | LAX (and Deluxe Edition) |
| 2008 | "My Life" (featuring. Lil Wayne)                                                                           | 21                  | 48                  | 13                  | 85                  | —                   | —                   | —                   | LAX (and Deluxe Edition) |
| 2008 | "Camera Phone" (featuring. Ne-Yo)                                                                          | —                   | —                   | —                   | —                   | 48                  | —                   | —                   | LAX (and Deluxe Edition) |
| 2009 | "Better on the Other Side" (featuring. Chris Brown, Diddy, Mario Winans, Usher, Polow da Don & Boys II Men | —                   | 113                 | —                   | —                   | —                   | —                   | —                   | The R.E.D. Album         |
| 2011 | "Pot of Gold" (featuring. Chris Brown)                                                                     | —                   | —                   | —                   | —                   | —                   | —                   | —                   | -                        |

## Filmografia
| Ano  | Título                                        | Participação | Observações             |
| ---- | --------------------------------------------- | ------------ | ----------------------- |
| 2004 | Grand Theft Auto: San Andreas                 | B-Dup        | Video game, somente voz |
| 2004 | Life in a Day: The DVD                        | ele mesmo    | pequena participação    |
| 2005 | The Documentary DVD                           | ele mesmo    |                         |
| 2005 | Beef 3                                        | ele mesmo    | pequena participação    |
| 2006 | Stop Snitchin, Stop Lyin' DVD                 | ele mesmo    |                         |
| 2006 | Waist Deep - Ruas Sangrentas - O Acerto Final | Big Meat     |                         |
| 2006 | Doctor's Advocate DVD                         | ele mesmo    |                         |
| 2007 | Def Jam: Icon                                 | ele mesmo    | Video game, somente voz |
| 2007 | Tournament of Dreams                          | —            |                         |
| 2007 | Beef 4                                        | ele mesmo    | pequena participação    |
| 2008 | Street Kings - Os Reis da Rua                 | Grill        |                         |

## Videoclipes
| Ano  | Título                     | Diretor(es)        |
| ---- | -------------------------- | ------------------ |
| 2004 | "How We Do"                | Jessy Terrero      |
| 2005 | "Hate It or Love It"       | The Saline Project |
| 2005 | "Dreams"                   | Phillip Atwell     |
| 2005 | "Put You on the Game"      | Damon Johnson      |
| 2006 | "It's Okay (One Blood)"    | Jonathan Mannion   |
| 2006 | "Let's Ride"               | Little X           |
| 2007 | "Wouldn't Get Far"         | Bryan Barber       |
| 2008 | "Game's Pain"              | RAGE               |
| 2008 | "Dope Boys"                | Matt Alonzo        |
| 2008 | "My Life"                  | Bryarber           |
| 2008 | "Camera Phone"             | Kevin Connolly     |
| 2009 | "Better on the Other Side" | Taydoe             |
| 2011 | "Pot of Gold"              | Damian McGinty     |
| 2011 | "Red Nation"               |                    |
| 2012 | "Martians vs Goblins"      | Matt Alonzo        |
| 2016 | "All Eyez"                 | Benny Boom         |